# زیمنس ان‌ایکس
نرم‌افزار زیمنس اِن‌ایکس (به انگلیسی: Siemens NX) که سابقاً یونیگرافیکس (به انگلیسی: Unigraphics) نامیده می‌شد، محصول شرکت زیمنس پی‌ال‌ام آمریکا (شاخه نرم‌افزاری و اتوماسیون شرکت زیمنس آلمان)، یکی از قوی‌ترین نرم‌افزارهای جامع طراحی به کمک رایانه، مهندسی به کمک رایانه و ساخت به کمک رایانه است. این نرم‌افزار در سال ۱۹۶۰ توسط شرکت مک‌دانل داگلاس که سازندهٔ هواپیما و فضاپیما بوده، معرفی شد و تاکنون در کاربردهای متنوعی از طراحی تا ساخت مورد استفاده قرار گرفته‌است. در سال 1972 توسط شرکت United Computing و در قالب یک نرم افزار CAM با نام UNIAPT پایه گذاری شد. پس از گذشت 35 سال تغییرات زیادی را در نام – مانند UGS، Unigraphics و غیره – و عملکرد این نرم افزار در شرکت هایی مثل بوئینگ و جنرال موتورز تجربه کرد، و در نهایت در سال 2007 توسط شرکت زیمنس آلمان به ارزش سه و نیم میلیارد دلار خریداری شد. از سال 2007 تاکنون این نرم افزار تغییرات بسیار بزرگی در ورژن های جدید خود داشته و در حال حاضر قدرتمندترین نرم افزار یکپارچه در طراحی، تحلیل و تولید در جهان محسوب میشود.
نرم‌افزار یونیگرافیکس به دلیل امکانات فراوانی که دراختیار کاربر قرار می‌دهد، موجب ارائهٔ سریع‌تر و ارزان‌تر محصولات پیچیده و کاهش هزینه‌های طراحی تا ساخت محصول شده‌است. عمدهٔ این امکانات عبارتند از:
1. اتوماسیون فرایند طراحی مبتنی بر اطلاعات
2. طراحی صنعتی
3. مدل‌سازی در بالاترین سطح جهانی
4. تحلیل استحکام
5. شبیه‌سازی وتحلیل مکانیزم‌ها
6. ساخت / ماشینکاری
7. این نرم‌افزار به دلیل استفاده از هستهٔ مرکزی مدل‌سازی، توانایی مدل‌سازی بسیار بالایی دارد و حجم فایل‌های نهایی آن کوچک‌تر و سرعت طراحی آن کاملاً قابل توجه است.

هم چنین نرم‌افزار فوق به پردازشگرهای چندان قوی نیازی ندارد و امروزه در صنایع مختلفی از جمله هوافضا، خودروسازی، ماشین‌سازی، عمران، بیومکانیک، فناوری‌های برتر (های تک) و… به‌طور گسترده مورد استفاده قرار می‌گیرد.
نرم‌افزار یونیگرافیکس در بازار به صورت مستقیم با کتیا و پرو/انجینیر رقابت می‌کند.

## برخی شرکت‌هایی که ازاین نرم‌افزار استفاده می‌کنند عبارتند از

### صنایع هواپیمایی
Boeing,Antonov, Bell Helicopter, Douglas, Topolov, British Aerospace, Sukho,lAl.

### صنایع اتومبیل‌سازی
GeneralAprilia, Allison Engine, Detroit, Opel, Beneton formula, Bosch automotive motor, Axle.

### صنایع فناوری برتر (High Tech)
Aiwa, Apple, Digital Electronics.

### صنایع مصرفی
Alloy Ltd, Erricsor, Gillete, Isuzu, Kodak.
موفقیت‌هایی که برخی شرکت‌ها به واسطهٔ استفاده از نرم‌افزار یونیگرافیکس کسب کرده‌اند به اختصار عبارتند از:
- طراحی کامل پیشرفته‌ترین جنگندهٔ آمریکا JSF 35
- پیشنهاد ساخت ۸۰ فروند هواپیمای اضافی به شرکت بویینگ توسط نیروی هوایی ایالات متحده به دلیل دریافت جایزهٔ کیفیت ملی.
- طراحی کامل اتومبیل مسابقهٔ MT۹۰۰ توسط شرکت Mosler Automotive.
- طراحی شاسی جدید ماشین مسابقه جگوار برای شرکت در مسابقات فرمول ۱.
- استفاده در طراحی صنعتی جدیدترین اتومبیل Pontiac.

درحال حاضر، حدود ۸۰۰ نفر در صنایع هواپیمایی ایالات متحده، ۹۰ درصد کارمند صنایع هوافضای روسیه و بیش از یک میلیون نفر در هفده هزار شرکت جهان از این نرم‌افزار استفاده می‌کنند. گفته می‌شود که بیش از ۲۵ درصد مدل‌های کامپیوتری تولید شده درجهان توسط تکنولوژی یونیگرافیکس ساخته شده‌اند.
شرکت سازنده یاین نرم‌افزار به‌طور متوسط در ۲۵ سال اخیر ۲۴ درصد رشد سالانه داشته و درآمد سالیانهٔ آن بیش از ۴۰۰ میلیون دلار است. این شرکت که اولین شرکت بزرگ صنعتی در نوع خود بوده و موفق به اخذ گواهی نامه جهانی ISO 9001/Tick lT گردیده‌است، دارای ببش از ۳۵۰۰ کارمند در ۹۵ دفتر در ۲۳۴ کشور جهان می‌باشد.
دراین نرم‌افزار امکان تبدیل و ترجمهٔ اطلاعات به بیش از ۲۳۰ برنامهٔ CAD به واسطهٔ هستهٔ مرکزی مدل‌ساز Parasolid وجود دارد.
این برنامه بابیش از ۲۴۰ ماژول، امکانات طراحی تا ساخت کامل محصول را دراختیار کاربران قرار می‌دهد. در ادامه درحد مقدور به بررسی تعدادی از ماژول‌های اساسی این برنامه می‌پردازیم.

## ماژول‌های اساسی نرم‌افزار

### مهندسی براساس اطلاعات(KBE)
دراین بخش، ماژول ترکیب اطلاعات که مشهورترین محیط جهانی برای تسریع و تسهیل قواعد مهندسی برای ساخت یک مدل یا یک پروسهٔ خاص می‌باشد، قرار داده شده‌است. این ماژول به زبان Intent که محصولی از شرکت که محصولی از شرکت Heide می‌باشد، نوشته شده‌است. علاوه بر زبان مربوطه، این ماژول دارای یک محیط بصری برای کار وری اطلاعات مهندسی می‌باشد.

### فرایندهای خودکار مهندسی
دراین بخش چندین ماژول که فرایندهای مهندسی را به صورت خودکار اجرا می‌کنند، قرارداده شده‌است.
یک ماژول در طراحی قطعاتی که با قالب‌های کششی از ورق‌های فلزی ساخته می‌شوند، به مهندس طراح کمک می‌کند. این فرایند بعد از مدل‌سازی قطعهٔ ورقی و قبل از ساخت قالب، با دستگاه‌های NC انجام می‌شود.
ماژول دیگری فرایندهای مرتبط با ساخت کامل محصول از قبیل انتخاب خط قالب، ترتیب عملیات فرم دهی و طراحی سطوح اضافی و برش نهایی را انجام می‌دهد. نتیجهٔ فعالیت طراحی، تولید یک یا چند سطح می‌باشد که بیانگر وضعیت ورق در هر مرحله از خط قالب است.
ماژول wave فرایند طراحی، مدل‌سازی و بهینه‌سازی چرخ دنده و جعبه دنده‌ها را به صورت خودکار انجام می‌دهد. طراح با استفاده از ماژول Wave قادر به مرتبط ساختن دندانه‌ها، منحنی‌های دندانه، یاتاقان‌ها و محفظهٔ چرخ دنده با یکدیگر برای برآوردن مقاصد طراحی خود خواهد بود. چندین الگوی آماده نیز برای ساخت سیستم‌های مختلف انتقال قدرت در این ماژول وجود دارد. نتیجهٔ فعالیت طراح، مدل‌ها ی دقیقی از چرخ دنده‌های درگیر برای عملیات بعدی از قبیل نقشه‌گیری، تحلیل و ساخت می‌باشد.

### طراحی خودکار قالب تزریق پلاستیک
این ماژول امکانات طراحی قالب‌های تزریق پلاستیک را ارائه می‌دهد. طراح به صورت قدم به قدم و هدایت شده قالب را خواهد ساخت. کاربران مبتدی با استفاده از مراحل خودکار این ماژول به سادگی طراحی قالب را فرا می‌گیرند و کاربران حرفه‌ای با استفاده از تمام ظرفیت‌های این ماژول طرح خود را پربارتر می‌کنند. طراح با استفاده از مدل قطعه، خط جدایش آن را به دست آورده و با داشتن ضریب انقباض ماده قسمت‌های هسته و حفرهٔ قالب را که کاملاً با قطعهٔ اصلی مرتبط می‌باشد، طراحی می‌کند. این ماژول دارای کتابخانه‌ای از قطعات استاندارد مربوطه نیز می‌باشد.

### طراحی جوش
این ماژول امکانات ساخت و مدیریت طرح‌های سه بعدی جوش‌ها را بر اساس تکنولوژی مبتنی بر اطلاعات به‌طور خودکار در اختیار کاربر قرار می‌دهد. جوش‌های مقاومتی، قوس الکتریکی و محکم کردن قطعات با چسب یا بتونه از امکانات این ماژول می‌باشد. کاربر می‌تواند پس از ساخت جوش به بررسی موقعیت آن و علامت‌گذاری با سمبل‌های مربوط اقدام کند. اطلاعات جوش در ماژول نقشه‌گیری به‌طور خودکار منعکس می‌گردد. ماژول طراحی جوش استاندارهای ISO,ANSI,DIN,JIS را پشتیبانی می‌کند.
طراحی خودکار بعضی از المان‌های خودرو از قبیل آینه‌ها، شیشهٔ جلو، ارگونومی راننده و کمک راننده، کمربند ایمنی، داشبورد و… از دیگر فرایندهای خودکار مهندسی این نرم‌افزار می‌باشند.

### ماشینکاری
ماشینکاری، به‌عنوان یکی از مهم‌ترین فرآیندهای تولید در صنعت مدرن، به دانش و مهارت‌های تخصصی بالایی نیاز دارد، به‌خصوص هنگام استفاده از نرم‌افزارهای پیشرفته مانند Siemens NX. Siemens NX، با امکانات گسترده و پیشرفته‌ای که در زمینه طراحی و ماشینکاری علمی ارائه می‌دهد، به ابزاری ضروری برای مهندسان و طراحان در صنایع خودروسازی، هوافضا و دیگر بخش‌های تولیدی تبدیل شده است. این نرم‌افزار به کاربران اجازه می‌دهد تا با دقت و کارایی بی‌نظیری، قطعات پیچیده را طراحی، شبیه‌سازی و تولید کنند. برای کسانی که علاقه‌مند به فراگیری و به‌کارگیری این فناوری در پروژه‌های ماشینکاری خود هستند، کورس‌های آموزشی متعددی وجود دارد که نه تنها مبانی کار با Siemens NX را پوشش می‌دهند بلکه تکنیک‌های پیشرفته ماشینکاری را نیز آموزش می‌دهند. این کورس‌ها به شرکت‌کنندگان امکان می‌دهند تا در مسیر حرفه‌ای خود گام‌های بلندی بردارند و به مهارت‌های مورد نیاز برای موفقیت در صنعت تولید مسلح شوند.

## نگارش‌ها
- Unigraphics R1 - ۱۹۷۸
- Unigraphics R2 –۱۹۷۸
- Unigraphics R3 –۱۹۷۸
- Unigraphics R4 –۱۹۷۹
- Unigraphics D1 –۱۹۷۹
- Unigraphics D2 –۱۹۸۰
- Unigraphics D3 –۱۹۸۲
- Unigraphics D4 –۱۹۸۲
- Unigraphics II 1.0–۱۹۸۳
- Unigraphics I D5 –۱۹۸۴
- Unigraphics II 2.0–۱۹۸۵
- Unigraphics I D6.0–۱۹۸۵
- Unigraphics II 3.0–۱۹۸۵
- Unigraphics II 4.0–۱۹۸۶
- Unigraphics II 5.0–۱۹۸۷
- Unigraphics II 6.0–۱۹۸۸
- Unigraphics II 7.0–۱۹۸۹
- Unigraphics 8.0–۱۹۹۱
- Unigraphics II 9.0-۱۹۹۲
- Unigraphics ۱۰٫۳–۱۹۹۴
- Unigraphics ۱۱٫۰–۱۹۹۶
- Unigraphics ۱۲٫۰–۱۹۹۷
- Unigraphics ۱۳٫۰–۱۹۹۷
- Unigraphics ۱۴٫۰–۱۹۹۸
- Unigraphics ۱۵٫۰–۱۹۹۸
- Unigraphics ۱۶٫۰–۱۹۹۹
- Unigraphics ۱۷٫۰–۲۰۰۰
- Unigraphics ۱۸٫۰–۲۰۰۱
- Unigraphics NX–۲۰۰۲
- NX ۵–۲۰۰۷
- NX ۶–۲۰۰۸
- NX ۷–۲۰۱۰
- NX ۸–۲۰۱۱
- NX ۹–۲۰۱۳
- NX ۱۰–۲۰۱۴
- NX ۱۱–۲۰۱۶
- NX ۱۲–۲۰۱۷

## نگارخانه

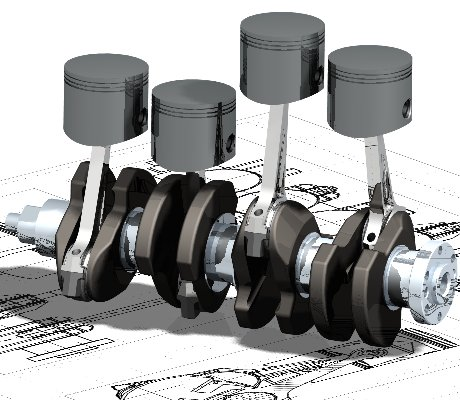
طراحی میل لنگ به کمک رایانه